# Mohamed Abou Gabal
Mohamed Qotb Abou Gabal Ali, znany także jako Gabaski (arab. محمد قطب أبو جبل علي, ur. 29 stycznia 1989 w Asjucie) – egipski piłkarz grający na pozycji bramkarza w klubie National Bank of Egypt SC oraz reprezentacji Egiptu. Srebrny medalista Pucharu Narodów Afryki 2021.

## Kariera
Abou Gabal karierę rozpoczynał w ENPPI. W 2013 roku przeniósł się do Zamalek. W 2015 zdobył mistrzostwo Egiptu. W 2016 wykupił go Smouha. To w barwach tego klubu zaliczył do tej pory najwięcej występów. W 2019 powrócił do Zamalek. W 2020 ponownie zdobył mistrzostwo kraju oraz Afrykański Super Puchar.
W reprezentacji Egiptu Gabaski zadebiutował 3 września 2011 w meczu ze Sierra Leone. Został powołany na Puchar Narodów Afryki 2021. Turniej rozpoczął jako rezerwowy, ale w meczu 1/8 finału zastąpił kontuzjowanego Mohameda El-Shenawy'ego. Na boisku zadziwiał swoją dobrą postawą, wielokrotnie ratując drużynę Egiptu. Na turnieju obronił w sumie 5 rzutów karnych. Został wybrany graczem meczu finałowego, lecz Egipt przegrał w nim po serii rzutów karnych z Senegalem.